# Queen of the Clouds
Albums de Tove Lo
Truth Serum (en)
(2014) Lady Wood
(2016)
Singles
1. Habits (Stay High)
Sortie : 6 décembre 2013
2. Talking Body (en)
Sortie : 13 janvier 2015
3. Timebomb (en)
Sortie : 12 août 2015
4. Moments (en)
Sortie : 27 octobre 2015

Queen of the Clouds est le premier album studio de la chanteuse suédoise Tove Lo sorti le 30 septembre 2014.

## Historique

### Contexte
Tove Lo signe un contrat de parolière avec le label Warner Chappell Music en 2011 et rencontre plusieurs producteurs avec qui elle commence à travailler, dont Alexander Kronlund (en) et Xenomania. Après avoir écrit des chansons pour des artistes comme Icona Pop et Cher Lloyd, elle sort son premier single Love Ballad (en) le 5 novembre 2012. Les retours positifs qu'elle reçoit la poussent à commencer une carrière de chanteuse. Elle signe alors un contrat avec la maison de disques Polydor et sort son premier extended play qui est nommé Truth Serum (en).

### Écriture et enregistrement
Alors qu'elle se sépare de son compagnon, Tove Lo écrit un poème qui parle de leur relation. Celui-ci devient le premier couplet du titre Habits. Plusieurs mois plus tard, elle écrit le refrain et enregistre une démo de la chanson dans le studio d'enregistrement d'un ami à New York pendant le passage de l'ouragan Sandy. Tove Lo et le duo de producteurs The Struts décident de conserver la voix de la chanteuse issue de la démo pour la version finale de la chanson car elle est jugée plus émouvante que dans les enregistrements suivants,.

### Sortie
À l'occasion de la sortie du clip vidéo de sa chanson Not on Drugs (en) le 19 août 2014, Tove Lo annonce au magazine Rolling Stone que le titre de son premier album studio est Queen of the Clouds et que sa sortie est prévue le 30 septembre. Le magazine publie également la pochette et la liste des pistes de l'album.
Aux États-Unis, l'album est disponible en écoute en streaming sur iTunes Radio le 23 septembre.

## Composition

### Album-concept
Queen of the Clouds est un album-concept autobiographique divisé en trois parties nommées « The Sex », « The Love » et « The Pain » qui représentent trois stades d'une relation amoureuse,. Tove Lo désire au départ que les titres soient uniquement affichés sur les plateformes numériques mais celles-ci refusent. Elle décide alors d'enregistrer une courte introduction pour chacun des trois chapitres.
Dans une interview accordée au magazine Untitled en novembre 2014, la chanteuse explique que la première partie de l'album parle du début d'une relation qui « commence passionnément et intensément ». La deuxième partie exprime sa peur d'être vulnérable et la troisième partie de l'album présente la fin de la relation.

### Style musical
Dans une critique écrite pour The Observer, Kitty Empire (en) décrit Queen of the Clouds comme un mélange de l'album Sucker de Charli XCX et de l'ensemble du travail de Lykke Li. Heather Phares, pour AllMusic, compare Tove Lo dans son premier album studio à Icona Pop et Sia et la chanson Timebomb au style musical de P!nk.

## Promotion

### Singles
Après avoir été publiée de façon indépendante par Tove Lo, la chanson Habits est choisie pour être le deuxième single de la chanteuse. Il est publié par le label Universal Music le 6 décembre 2013 sous le titre Habits (Stay High). Il rencontre un succès commercial, atteignant la première place des charts britanniques, la deuxième place en France et la troisième place du Billboard Hot 100. En décembre 2014, ce single est inclus dans les listes des meilleures chansons de l'année du magazine musical Rolling Stone et des meilleures chansons pop du site web Stereogum. En Suède, il gagne le prix de la chanson de l'année lors de la cérémonie des Grammis en février 2015.
En novembre 2014, Tove Lo explique dans une interview accordée au magazine Untitled vouloir sortir au moins un single pour chacune des trois parties de l'album et cite Not on Drugs, Talking Body et Timebomb comme possible futurs singles. Elle annonce aussi son intention de filmer le clip vidéo de la chanson Talking Body lors de son prochain séjour en Suède. C'est cette chanson qui est choisie par Republic Records pour être le deuxième single extrait de l'album. Elle est envoyée aux radios américaines le 13 janvier 2015.
En juin 2015, le clip vidéo de Timebomb est publié sur le web et Republic Records annonce que cette chanson, déjà publiée l'année précédente comme single promotionnel lors des précommandes de l'album sur iTunes, sera le troisième single de Queen of the Clouds. Une diffusion radio est prévue pour le mois suivant aux États-Unis mais est annulée par la maison de disques de la chanteuse qui préfère miser sur son quatrième single, Moments. Le clip vidéo de cette chanson, réalisé par Tim Erem (en), est publié en octobre 2015.

### Tournées
Tove Lo assure la première partie de la chanteuse américaine Katy Perry en Océanie pour sa tournée The Prismatic World Tour, du 30 novembre au 15 décembre 2014.
Fin 2015, elle prend part à sa première tournée en tant que tête d'affiche, le Queen of the Clouds Tour (en). La partie nord-américaine de la tournée, avec Erik Hassle (en) en première partie, commence le 28 septembre au North Park Theatre à San Diego et finit le 21 octobre au Terminal 5 (en) à New York. Plusieurs concerts se jouent à guichets fermés, dont ceux de Portland et Minneapolis.

## Accueil

### Accueil critique
Queen of the Clouds obtient la note moyenne de 73/100 sur le site Metacritic sur la base de quatre critiques.
Il est troisième dans le top des meilleurs albums pop de l'année 2014 de Jason Lipshutz qui écrit pour le magazine Billboard et quatorzième dans son classement général de l'année.
En 2015, Queen of the Clouds gagne le prix de l'album de l'année lors de la cérémonie des Scandipop Awards et celui du meilleur album suédois lors des European Border Breakers Award. Il est nommé au Grammis du meilleur album pop qu'il perd face à l'album éponyme de Little Jinder (en) puis au prix du meilleur album international lors des Danish Music Awards (en) qui est remporté par To Pimp a Butterfly de Kendrick Lamar.

### Accueil commercial
En France, l'album s'est écoulé à 6 000 exemplaires six mois après sa sortie.

## Liste des pistes
| Édition standard | Édition standard                                             | Édition standard                                                  | Édition standard                | Édition standard | Édition standard | Édition standard | Édition standard | Édition standard | Édition standard |
| No               | Titre                                                        | Auteur                                                            | Producteur                      | Durée            |                  |                  |                  |                  |                  |
| ---------------- | ------------------------------------------------------------ | ----------------------------------------------------------------- | ------------------------------- | ---------------- | ---------------- | ---------------- | ---------------- | ---------------- | ---------------- |
| 1.               | The Sex                                                      |                                                                   |                                 | 0:06             |                  |                  |                  |                  |                  |
| 2.               | My Gun                                                       | - Tove Lo - Daniel Ledinsky - Jakob Jerlström - Ludvig Söderberg  | - The Struts - Daniel Ledinsky  | 3:36             |                  |                  |                  |                  |                  |
| 3.               | Like Em Young                                                | - Tove Lo - Jakob Jerlström - Ludvig Söderberg                    | The Struts                      | 3:39             |                  |                  |                  |                  |                  |
| 4.               | Talking Body (en)                                            | - Tove Lo - Jakob Jerlström - Ludvig Söderberg                    | - The Struts - Shellback        | 3:58             |                  |                  |                  |                  |                  |
| 5.               | Timebomb (en)                                                | - Tove Lo - Klas Åhlund - Alexander Kronlund (en)                 | Klas Åhlund                     | 3:34             |                  |                  |                  |                  |                  |
| 6.               | The Love                                                     |                                                                   |                                 | 0:05             |                  |                  |                  |                  |                  |
| 7.               | Moments (en)                                                 | Tove Lo                                                           | Mattman & Robin (en)            | 3:22             |                  |                  |                  |                  |                  |
| 8.               | The Way That I Am                                            | - Tove Lo - Ali Payami (en)                                       | Ali Payami                      | 3:07             |                  |                  |                  |                  |                  |
| 9.               | Got Love                                                     | - Tove Lo - Alx Reuterskiöld - Jakob Jerlström - Ludvig Söderberg | The Struts                      | 3:48             |                  |                  |                  |                  |                  |
| 10.              | Not on Drugs (en)                                            | - Tove Lo - Alx Reuterskiöld - Ludvig Söderberg - Jakob Jerlström | - The Struts - Alx Reuterskiöld | 3:09             |                  |                  |                  |                  |                  |
| 11.              | The Pain                                                     |                                                                   |                                 | 0:05             |                  |                  |                  |                  |                  |
| 12.              | Thousand Miles                                               | - Tove Lo - Mike « Scribz » Riley                                 | - Scribz Riley - The Struts     | 3:34             |                  |                  |                  |                  |                  |
| 13.              | Habits (Stay High)                                           | - Tove Lo - Ludvig Söderberg - Jakob Jerlström                    | The Struts                      | 3:29             |                  |                  |                  |                  |                  |
| 14.              | This Time Around                                             | - Tove Lo - Nate Campany - Kyle Shearer                           | Kyle Shearer                    | 4:04             |                  |                  |                  |                  |                  |
| 15.              | Run on Love (en) (Lucas Nord (en) feat. Tove Lo) (QOTC Edit) | - Lucas Nordqvist (en) - Tove Lo                                  | Lucas Nord                      | 4:00             |                  |                  |                  |                  |                  |
| 16.              | Love Ballad (en)                                             | - Tove Lo - Ludvig Söderberg - Jakob Jerlström                    | The Struts                      | 3:30             |                  |                  |                  |                  |                  |
| 17.              | Habits (Stay High) - Hippie Sabotage (en) Remix              | - Tove Lo - Jakob Jerlström - Ludvig Söderberg                    | - The Struts - Hippie Sabotage  | 4:18             |                  |                  |                  |                  |                  |
| 51:17            |                                                              |                                                                   |                                 |                  |                  |                  |                  |                  |                  |

| Édition digitale deluxe nord-américaine | Édition digitale deluxe nord-américaine         | Édition digitale deluxe nord-américaine                           | Édition digitale deluxe nord-américaine      | Édition digitale deluxe nord-américaine | Édition digitale deluxe nord-américaine | Édition digitale deluxe nord-américaine | Édition digitale deluxe nord-américaine | Édition digitale deluxe nord-américaine | Édition digitale deluxe nord-américaine |
| No                                      | Titre                                           | Auteur                                                            | Producteur                                   | Durée                                   |                                         |                                         |                                         |                                         |                                         |
| --------------------------------------- | ----------------------------------------------- | ----------------------------------------------------------------- | -------------------------------------------- | --------------------------------------- | --------------------------------------- | --------------------------------------- | --------------------------------------- | --------------------------------------- | --------------------------------------- |
| 16.                                     | Habits (Stay High) - Hippie Sabotage (en) Remix | - Tove Lo - Jakob Jerlström - Ludvig Söderberg                    | - The Struts - Hippie Sabotage               | 4:18                                    |                                         |                                         |                                         |                                         |                                         |
| 17.                                     | Love Ballad (en)                                | - Tove Lo - Ludvig Söderberg - Jakob Jerlström                    | The Struts                                   | 3:30                                    |                                         |                                         |                                         |                                         |                                         |
| 18.                                     | Crave                                           | - Tove Lo - Ryan Rabin - Ryan McMahon - Ben Berger                | Captain Cuts (en)                            | 3:30                                    |                                         |                                         |                                         |                                         |                                         |
| 19.                                     | Not on Drugs (en) - Ali Payami Remix            | - Tove Lo - Alx Reuterskiöld - Ludvig Söderberg - Jakob Jerlström | - The Struts - Alx Reuterskiöld - Ali Payami | 2:51                                    |                                         |                                         |                                         |                                         |                                         |
| 57:38                                   |                                                 |                                                                   |                                              |                                         |                                         |                                         |                                         |                                         |                                         |

| Édition Blueprint internationale | Édition Blueprint internationale                | Édition Blueprint internationale                             | Édition Blueprint internationale            | Édition Blueprint internationale | Édition Blueprint internationale | Édition Blueprint internationale | Édition Blueprint internationale | Édition Blueprint internationale | Édition Blueprint internationale |
| No                               | Titre                                           | Auteur                                                       | Producteur                                  | Durée                            |                                  |                                  |                                  |                                  |                                  |
| -------------------------------- | ----------------------------------------------- | ------------------------------------------------------------ | ------------------------------------------- | -------------------------------- | -------------------------------- | -------------------------------- | -------------------------------- | -------------------------------- | -------------------------------- |
| 17.                              | Paradise                                        | - Tove Lo - Elliot Wilkins - Orabiyi                         | - The Struts - Scribz Riley                 | 3:03                             |                                  |                                  |                                  |                                  |                                  |
| 18.                              | Over                                            | - Tove Lo - Jason Gill - Mattias Larsson - Robin Fredriksson | - The Struts - Mattman & Robin - Jason Gill | 3:44                             |                                  |                                  |                                  |                                  |                                  |
| 19.                              | Out of Mind (en)                                | - Tove Lo - Alx Reuterskiöld                                 | The Struts                                  | 3:09                             |                                  |                                  |                                  |                                  |                                  |
| 20.                              | Crave                                           | - Tove Lo - Ryan Rabin - Ryan McMahon - Ben Berger           | Captain Cuts (en)                           | 3:30                             |                                  |                                  |                                  |                                  |                                  |
| 21.                              | Not Made for This World                         | - Tove Lo - Tobias Jimson - Michel Rickard Flygare           | Astma & Rocwell (en)                        | 3:38                             |                                  |                                  |                                  |                                  |                                  |
| 22.                              | Scream My Name                                  | - Tove Lo - Ludvig Söderberg                                 | - The Struts - Tove Lo                      | 3:34                             |                                  |                                  |                                  |                                  |                                  |
| 23.                              | Habits (Stay High) - Hippie Sabotage (en) Remix | - Tove Lo - Jakob Jerlström - Ludvig Söderberg               | - The Struts - Hippie Sabotage              | 4:18                             |                                  |                                  |                                  |                                  |                                  |
| 24.                              | Heroes (We Could Be) (Alesso feat. Tove Lo)     | - Alessandro Lindblad - Tove Lo - David Bowie - Brian Eno    | Alesso                                      | 3:29                             |                                  |                                  |                                  |                                  |                                  |
| 75:22                            |                                                 |                                                              |                                             |                                  |                                  |                                  |                                  |                                  |                                  |

| Édition Blueprint nord-américaine | Édition Blueprint nord-américaine               | Édition Blueprint nord-américaine                                 | Édition Blueprint nord-américaine            | Édition Blueprint nord-américaine | Édition Blueprint nord-américaine | Édition Blueprint nord-américaine | Édition Blueprint nord-américaine | Édition Blueprint nord-américaine | Édition Blueprint nord-américaine |
| No                                | Titre                                           | Auteur                                                            | Producteur                                   | Durée                             |                                   |                                   |                                   |                                   |                                   |
| --------------------------------- | ----------------------------------------------- | ----------------------------------------------------------------- | -------------------------------------------- | --------------------------------- | --------------------------------- | --------------------------------- | --------------------------------- | --------------------------------- | --------------------------------- |
| 16.                               | Habits (Stay High) - Hippie Sabotage (en) Remix | - Tove Lo - Jakob Jerlström - Ludvig Söderberg                    | - The Struts - Hippie Sabotage               | 4:18                              |                                   |                                   |                                   |                                   |                                   |
| 17.                               | Love Ballad (en)                                | - Tove Lo - Ludvig Söderberg - Jakob Jerlström                    | The Struts                                   | 3:30                              |                                   |                                   |                                   |                                   |                                   |
| 18.                               | Paradise                                        | - Tove Lo - Elliot Wilkins - Orabiyi                              | - The Struts - Scribz Riley                  | 3:03                              |                                   |                                   |                                   |                                   |                                   |
| 19.                               | Over                                            | - Tove Lo - Jason Gill - Mattias Larsson - Robin Fredriksson      | - The Struts - Mattman & Robin - Jason Gill  | 3:44                              |                                   |                                   |                                   |                                   |                                   |
| 20.                               | Out of Mind (en)                                | - Tove Lo - Alx Reuterskiöld                                      | The Struts                                   | 3:09                              |                                   |                                   |                                   |                                   |                                   |
| 21.                               | Heroes (We Could Be) (Alesso feat. Tove Lo)     | - Alessandro Lindblad - Tove Lo - David Bowie - Brian Eno         | Alesso                                       | 3:29                              |                                   |                                   |                                   |                                   |                                   |
| 22.                               | Crave                                           | - Tove Lo - Ryan Rabin - Ryan McMahon - Ben Berger                | Captain Cuts (en)                            | 3:30                              |                                   |                                   |                                   |                                   |                                   |
| 23.                               | Not on Drugs (en) - Ali Payami Remix            | - Tove Lo - Alx Reuterskiöld - Ludvig Söderberg - Jakob Jerlström | - The Struts - Alx Reuterskiöld - Ali Payami | 2:51                              |                                   |                                   |                                   |                                   |                                   |
| 71:03                             |                                                 |                                                                   |                                              |                                   |                                   |                                   |                                   |                                   |                                   |

## Classements et certifications
| Classement (2014-15)               | Meilleure position |
| ---------------------------------- | ------------------ |
| Allemagne (Media Control AG)       | 49                 |
| Australie (ARIA)                   | 47                 |
| Autriche (Ö3 Austria Top 40)       | 47                 |
| Belgique (Flandre Ultratop)        | 65                 |
| Belgique (Wallonie Ultratop)       | 43                 |
| Canada (Canadian Albums)           | 17                 |
| Danemark (Tracklisten)             | 16                 |
| Écosse (OCC)                       | 18                 |
| États-Unis (Billboard 200)         | 14                 |
| Finlande (Suomen virallinen lista) | 33                 |
| France (SNEP)                      | 72                 |
| Norvège (VG-lista)                 | 10                 |
| Nouvelle-Zélande (RIANZ)           | 22                 |
| Royaume-Uni (UK Albums Chart)      | 17                 |
| Suède (Sverigetopplistan)          | 6                  |

| Classement (2014)         | Meilleure position |
| ------------------------- | ------------------ |
| Suède (Sverigetopplistan) | 72                 |

| Classement (2015)          | Meilleure position |
| -------------------------- | ------------------ |
| Danemark (Hitlisten)       | 36                 |
| États-Unis (Billboard 200) | 49                 |
| Suède (Sverigetopplistan)  | 13                 |

| Région | Certification | Ventes/Streams |
| --- | ------------- | -------------- |
| Danemark (IFPI Danmark) | Platine       | 20 000^        |
| États-Unis (RIAA) | Platine       | 1 000 000‡     |
| Royaume-Uni (BPI) | Argent        | 60 000^        |
| *Ventes selon la certification ^Mise en rayon selon la certification xNon précisé par la certification ‡ventes/streaming selon la certification |               |                |